# Бережной, Юрий Анатольевич
Юрий Анатольевич Бережно́й (укр. Юрій Анатолійович Бережной; 27 мая 1936 — 9 августа 2024) — советский и украинский физик-теоретик, специалист по теории ядра. Доктор физико-математических наук (1978), заслуженный профессор Харьковского национального университета (2005), лауреат премий НАН Украины им. А. С. Давыдова (2000) и им. К. Д. Синельникова (2016). Знаменит своими работами по рассеянию ядер, особенно исследованиями дифракционных эффектов при рассеянии и ядерной радуги. На протяжении более 50 лет преподаёт квантовую механику и теорию ядра на физико-техническом факультете Харьковского национального университета, написал ряд учебников по этим предметам. Сын химика Анатолия Семёновича Бережного.

## Биография
Юрий Анатольевич Бережной родился в семье учёных. Его отец, Анатолий Семёнович Бережной, был известным химиком, академиком НАНУ.
В 1953 году Юрий поступил на ядерное отделение физико-математического факультета Харьковского университета и окончил его в 1958 году. С 1958 года работал в теоретическом отделе УФТИ, которым в то время руководил А. И. Ахиезер. Научным руководителем Бережного стал А. Г. Ситенко, один из создателей дифракционной теории ядерных процессов. В 1965 году Бережной защитил кандидатскую диссертацию.
В том же 1965 году Бережной начал читать лекции по теоретической ядерной физике в ХГУ. В 1983 году он получил учёное звание профессора.
С 1979 по 2010 год он был заведующим кафедрой теоретической ядерной физике на физико-техническом факультете Харьковского университета.
Бережной написал несколько монографий и учебников по квантовой механике и теории ядра. Три из них — совместно с академиком А. И. Ахиезером. Работая в ХФТИ и ХНУ, он подготовил 11 кандидатов наук. В 2000 году, совместно с А. И. Ахиезером и Н. Ф. Шульгой, Бережной получил Премиею НАН Украины им. А. С. Давыдова. В 2016 году, совместно со своими учениками Вадимом Михайлюком и Владимиром Пилипенко, он получил Премию им. К. Д. Синельникова за цикл работ «Теория дифракционных ядерных процессов».
Умер в ночь с 8 на 9 августа 2024 года в возрасте 88 лет.

## Научная деятельность
Первые исследования Бережного, выполненные под руководством А. Г. Ситенко, развивали дифракционную модель ядерного рассеяния. Бережной рассчитывал дифракционное взаимодействие нуклонов и дейтронов с ядрами, учёл в своих расчётах несферичность ядрами. Именно эти результаты составили кандидатскую диссертацию Бережного.
В следующем десятилетии Бережной продолжил заниматься дифракционной теорией взаимодействия сложных частиц с ядрами.
Бережной и его ученики А. П. Созник, М. В. Евланов, В. П. Вовенко и Н. А. Шляхов совместно получили новые результаты по дифракционной теории процессов с возбуждением коллективных состояний ядер мишени, развили теорию реакций передачи нуклона и реакций расщепления дейтрона, построили теоретические модели упругого и неупругого рассеяния дейтронов и протонов высоких энергий на основе теории многократного дифракционного рассеяния Глаубера-Ситенко.
В середине 1970-х годов Бережной начал применять дифракционную теорию для изучения поляризационных явлений при упругом и неупругом рассеянии нуклонов ядрами. Эти исследования он выполнял вместе со своими учениками А. П. Созником, Н. А. Шляховым, А. С. Молевым, Г. А. Хоменко. В конце 1970-х и начале 1980-х годов Бережной выполнил работы по многочастичным реакциям с участием лёгких ядер совместно с экспериментаторами Н. Я. Руткевич и А. П. Ключаревым. В этот же период Бережной и его ученик В. В. Пилипенко построили дифракционную теорию зарядово-обменных реакций с участием нуклонов и лёгких ядер. .
В начале 1980-х Бережной совместно с Пилипенко построили теорию рефракционных эффектов типа ядерной радуги при рассеянии лёгких ядер промежуточных энергий. Совместно с экспериментаторами из Харьковского университета Г. М. Онищенко и А. В. Кузниченко они одними из первых в СССР смогли измерить эти эффекты экспериментально. Для описания радужного рассеяния ядер в упругих и квазиупругих процессах Бережной развил формализм S-матриц. Он предсказал эффект ядерной радуги в реакции перезарядки (3He,3H), и это предсказание позже было подтверждено экспериментально группой А. А. Оглоблина.
Одновременно Бережной развивал микроскопическую теорию поляризационных явлений при упругом и неупругом рассеянии протонов высоких энергий ядрами на основе теории Глаубера-Ситенко. Бережной и его ученики Г. А Хоменко, А. П. Созник, В. В. Пилипенко, И. Н. Кудрявцев, А. С. Молев построили количественное описание полного набора спиновых наблюдаемых для таких процессов рассеяния, установили правила отбора и правила фаз для спиновых наблюдаемых и нашли связь между различными наблюдаемыми. Бережной вместе с В. В. Пилипенко, Г. А. Хоменко и В. П. Михайлюком исследовал влияние на процессы ядерного рассеяния кластеризации в лёгких ядрах и применил альфа-кластерную модель к описанию рассеяния на лёгких ядрах электронов, пи-мезонов, протонов и антипротонов.
В 1990-е годы Бережной снова занялся исследованием реакций с участием малонуклонных ядер с учётом их внутренней структуры. Бережной, Ахиезер, Созник и В. А. Слипко совместно создали теорию реакций однонуклонной и двухнуклонной передачи и реакций срыва с участием трёхнуклонных ядер в области промежуточных энергий. Позже Бережной и В. А. Слипко обобщили эту теорию для учёта поляризации нуклонов, испускаеемых в реакции срыва. Бережной вместе с В. Ю. Кордой создали общую теорию дифракционных процессов с участием двухнуклонных ядер, трёхнуклонных ядер и кластерных ядер лития, учитывающую поверхностное преломление рассеиваемых волн и размытие поверхности ядра-мишени.
Кроме ядерной физики, Бережной с 1980-х годов публиковал статьи по истории физики и философии науки, обсуждая в них философские аспекты теории элементарных частиц и квантовой механики, гносеологию. Он являлся членом совета по защите докторских диссертаций по философии. Также Бережной автор ряда научно-популярных статей и статей по методике преподавания физики в университете и в средней школе.

## Публикации

### Книги
- Ахиезер А. И., Бережной Ю. А. Теория ядра. — Харьков: Вища школа, 1995.
- Berezhnoy Yu. A. The Quantum World of Nuclear Physics. — World Scientific, 2005. — 191 p.
- Бережной Ю. А. Удивительный квантовый мир. — Киев: Мастер-класса, 2007. — 239 с. — ISBN 966-8882-97-0.
- Бережной Ю. А. Квантовый мир атомной и ядерной физики. — Харьков: ХНУ им. В. Н. Каразина, 2010. — 303 с. — ISBN 978-966-623-709-8.
- Бережной Ю. А., Гах А. Г. Специальные функции теоретической физики. — Харьков: ХНУ им. В. Н. Каразина, 2011. — 123 с. — ISBN 9789666238194.
- Бережной Ю. А., Онищенко Г. М. Лекції з квантової механіки. — Харьков: ХНУ им. В. Н. Каразина, 2013. — 183 с. — ISBN 978-966-285-024-6.
- Бережной Ю. А., Михайлюк В. П., Пилипенко В. В. Дифракционные ядерные процессы. — Киев: Наукова думка, 2014. — 183 с. — ISBN 978-966-00-1434-3.
- Бережной Ю. А. Лекції з квантової механіки (укр.). — Харків: ХНУ iм. В. Н. Каразіна, 2014. — 432 с. — ISBN 978-966-285-073-4.

### Статьи
Общее число публикаций превышает 70. Несколько наиболее цитируемых статей:
- Berezhnoy Yu. A., Inopin E. V. Effect of nuclear surface diffuseness on diffraction scattering // Nuclear Physics. — 1965. — Vol. 63 (4). — P. 689-694.
- Berezhnoy Yu. A., Pilipenko V. V., Khomenko G. A. Polarisation in proton-carbon elastic scattering and the α-particle model with dispersion // Journal of Physics G: Nuclear Physics. — 1984. — Vol. 10 (1). — P. 63.
- Berezhnoy Yu. A., Pilipenko V. V. Rainbow scattering in quasi-elastic nuclear reactions // Journal of Physics G: Nuclear Physics. — 1985. — Vol. 11 (10). — P. 1161.
- Berezhnoy Yu. A., Mikhailyuk V. P., Pilipenko V. V. Elastic and inelastic intermediate-energy proton multiple scattering on 12C and 16O nuclei // Journal of Physics G: Nuclear Physics. — 1992. — Vol. 18 (1). — P. 85.
- Berezhnoy Yu. A., Korda V. Y. Deuteron-stripping reaction at intermediate energies // Nuclear Physics A. — 1993. — Vol. 556 (3). — P. 453-466.
- Berezhnoy Yu. A., Pilipenko V. V. Analysis of refraction effects in nuclear scattering on the basis of the S-matrix approach // Modern Physics Letters A. — 1995. — Vol. 10 (31). — P. 2305-2312.

## Награды и звания
- Премия НАН Украины им. А. С. Давыдова[укр.] (2000)
- Заслуженный профессор Харьковского национального университета (2005)
- Премия НАН Украины им. К. Д. Синельникова (2016)[4]
- Заслуженный деятель науки и техники Украины (2016)[7]